# Temsamane
Temsamane (franska: Temsamane (CR), Temsamane (Commune Rurale), är en kommun i Marocko.   Den ligger i provinsen Driouch och regionen Oriental, 300 km öster om huvudstaden Rabat. Antalet invånare är 12 749.